# Myospila cuthberstoni
Myospila cuthberstoni este o specie de muște din genul Myospila, familia Muscidae, descrisă de John Otterbein Snyder în anul 1940. Conform Catalogue of Life specia Myospila cuthberstoni nu are subspecii cunoscute.